# Marietta (Texas)
Marietta es un pueblo ubicado en el condado de Cass en el estado estadounidense de Texas. En el Censo de 2010 tenía una población de 134 habitantes y una densidad poblacional de 89,51 personas por km².

## Geografía
Marietta se encuentra ubicado en las coordenadas 33°10′25″N 94°32′33″O / 33.17361, -94.54250. Según la Oficina del Censo de los Estados Unidos, Marietta tiene una superficie total de 1.5 km², de la cual 1.5 km² corresponden a tierra firme y (0%) 0 km² es agua.

## Demografía
Según el censo de 2010, había 134 personas residiendo en Marietta. La densidad de población era de 89,51 hab./km². De los 134 habitantes, Marietta estaba compuesto por el 92.54% blancos, el 7.46% eran afroamericanos, el 0% eran amerindios, el 0% eran asiáticos, el 0% eran isleños del Pacífico, el 0% eran de otras razas y el 0% pertenecían a dos o más razas. Del total de la población el 0.75% eran hispanos o latinos de cualquier raza.